# Koilodepas longifolium
Koilodepas longifolium är en törelväxtart som beskrevs av Joseph Dalton Hooker. Koilodepas longifolium ingår i släktet Koilodepas och familjen törelväxter. Inga underarter finns listade i Catalogue of Life.